# رالف هولواي
رالف هولواي (بالإنجليزية: Ralph Holloway)‏ هو عالم إنسان أمريكي، ولد في 6 فبراير 1935.